# Ashleigh Simon
Ashleigh Simon (Johannesburg, 11 mei 1989) is een Zuid-Afrikaanse golfprofessional. Ze debuteerde in 2007 op de Ladies European Tour en in 2014 op zowel de LPGA Tour als de Sunshine Ladies Tour.

## Loopbaan
Simon had een succesvolle golfcarrière bij de amateurs en was de jongste winnares van het South African Ladies Amateur Stroke Play Championship en het South African Ladies Amateur Match Play Championship. Ze werd als amateur meermaals lid van het Zuid-Afrikaanse professionele golfteam op de Women's World Cup of Golf.
Een dag na haar achttiende verjaardag werd Simon een golfprofessional. In 2007 kreeg ze een uitnodiging van de Deutsche Bank Ladies Swiss Open om deel te nemen aan dat toernooi. Zo maakte ze haar officiële debuut op de Ladies European Tour. Op 17 juni 2007 behaalde ze haar eerste LET-zege door de Catalonia Ladies Masters te winnen.
In 2013 deed Simon mee aan de qualifying school van de LPGA Tour en kwalificeerde zich voor een speelkaart in 2014.
In 2014 maakte Simon haar debuut op de Sunshine Ladies Tour, die tevens in februari 2014 opgericht werd. Op 28 februari behaalde ze daar haar eerste zege door de Chase to Investec Cup II te winnen.

## Prestaties

### Amateur
- South African Ladies Amateur Stroke Play Championship
- South African Ladies Amateur Match Play Championship

### Professional
Ladies European Tour
| Nr. | Datum        | Toernooi                        | Score        | Score | Info            |
| --- | ------------ | ------------------------------- | ------------ | ----- | --------------- |
| 1   | 17 juni 2007 | Catalonia Ladies Masters        | 70-68-70=208 | –8    | Eerste profzege |
| 2   | 15 mei 2011  | ISPS Handa Portugal Ladies Open | 66-67-67=200 | –16   | [ 3 ] [ 4 ]     |

Sunshine Ladies Tour
| Nr. | Datum            | Toernooi                  | Score     | Score | Info                 |
| --- | ---------------- | ------------------------- | --------- | ----- | -------------------- |
| 1   | 28 februari 2014 | Chase to Investec Cup II  | 70-65=135 | –9    | [ 5 ]                |
| 2   | 3 maart 2014     | Tshwane Ladies Open       | 66        | –6    | 18-holes (regenweer) |
| 3   | 14 maart 2014    | Chase to Investec Cup III | 70-67=137 | –7    | [ 7 ] [ 8 ]          |

Overige
- 2004: South African Women's Open (als amateur)
- 2006: South African Ladies Masters (als amateur)
- 2007: South African Women's Open